# Австрийский Красный Крест
Австрийский Красный Крест (нем. Österreichisches Rotes Kreuz, ÖRK) — национальная организация Красного Креста в Австрии, входящая в состав Международного движения Красного Креста и Красного Полумесяца . Организация была основана 14 марта 1880 года доктором Адамом Лихтенхельдом из Венской больницы общего профиля и является крупнейшим агентством по оказанию добровольческой помощи в стране.

## Обязанности организации
В обязанности Австрийского красного креста входит:
- Скорая медицинская помощь и транспортные услуги;
- Донорство крови – 95% донорской крови предоставляется Красным Крестом;

- Реализация социальных и медицинских программ;

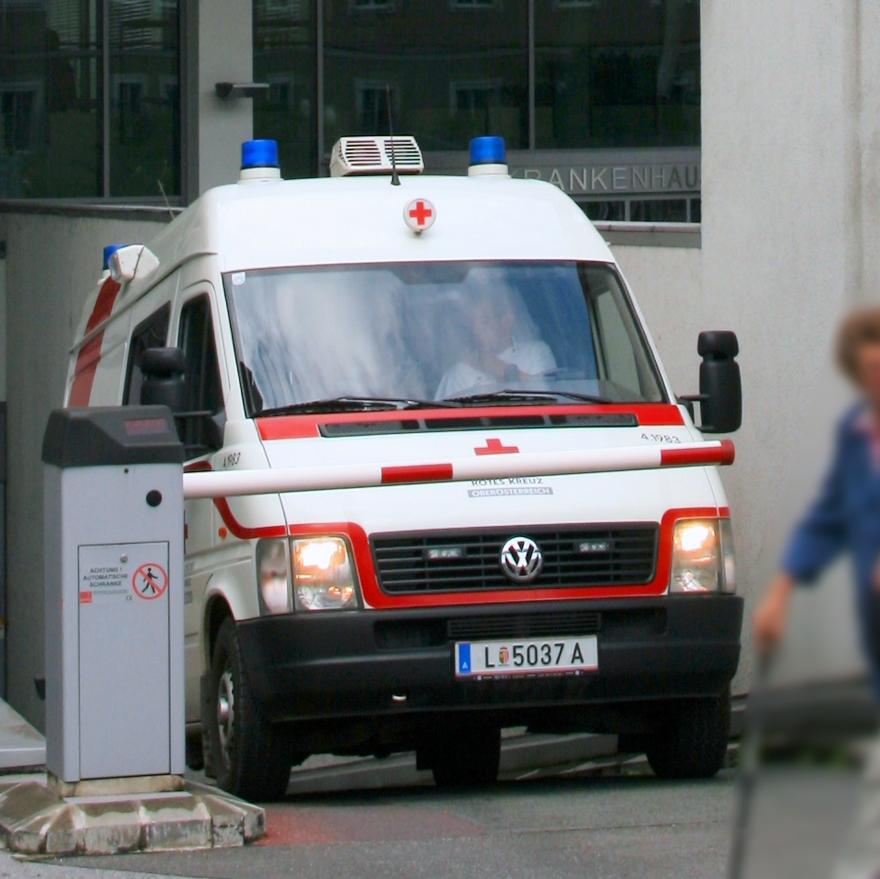
Скорая помощь Красного Креста Нижней Австрии в Линце

- Скорая помощь Красного Креста Нижней Австрии в ЛинцеСотрудничество в области развития экстренной помощи;

- Образовательные программы (курсы первой помощи);
- Международная служба розыска – после Второй Мировой войны и в настоящее время после крупных бедствий;
- Надзор за международным гуманитарным правом.

На сегодняшний день большинство сотрудников являются добровольцами (около 74 000 человек в 2018 году), но есть профессиональные сотрудники, а также призывники Zivildiener , которые отказываются от военной службы по соображениям совести и вынуждены проходить до девяти месяцев на медицинской службе вместо военной службы. 

## Президенты ÖRK
- Карл барон Тинти (1880–1884)
- Франц граф Фалькенхайн (1885–1898)
- Принц Алоис фон Шенбург-Хартенштейн (1899–1913)
- Рудольф граф Абенсперг-Траун (1913–1919)

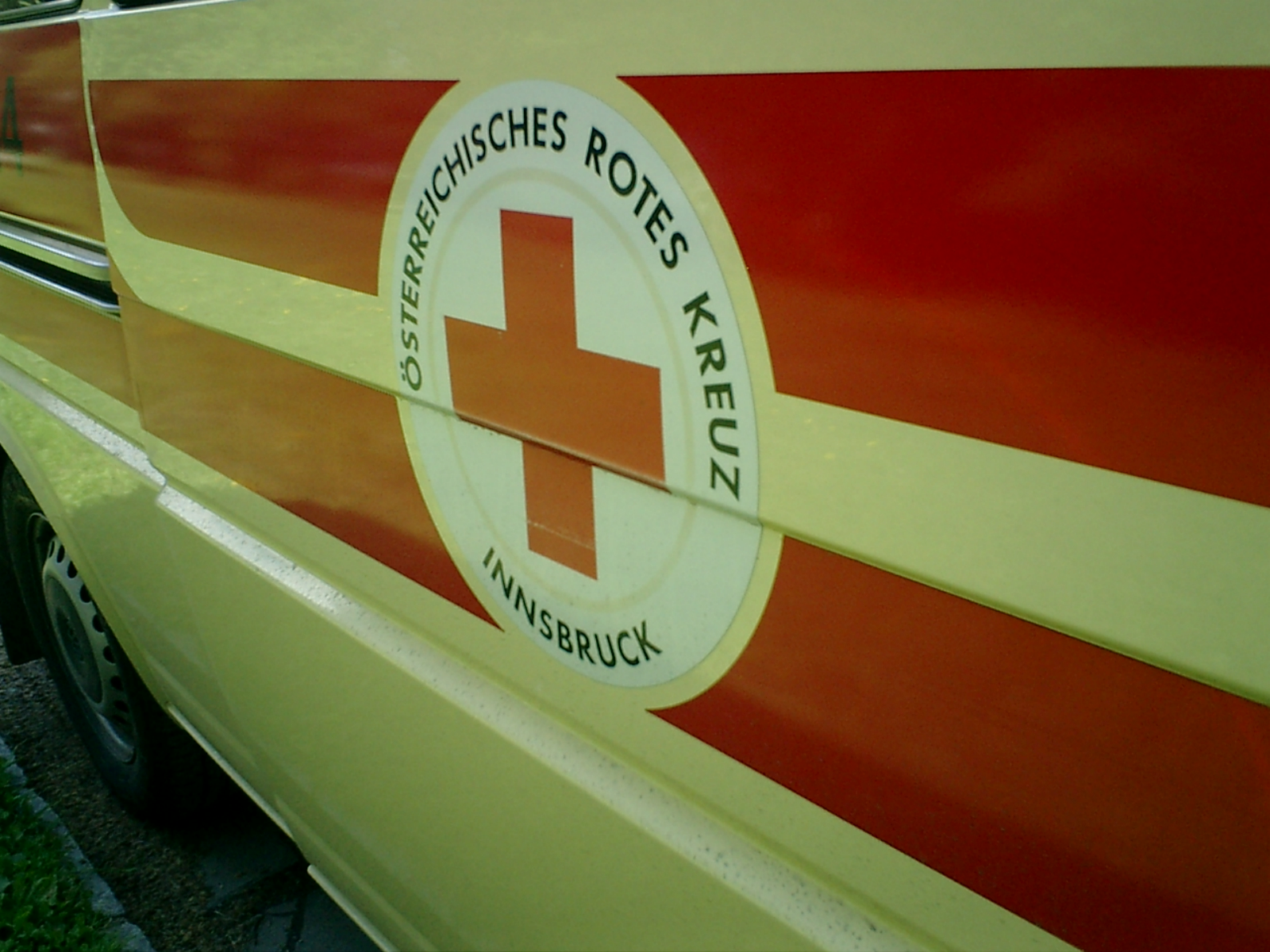
Эмблема Австрийского Красного Креста в Инсбруке

- Макс Владимир Экк (1919–1938)
- Адольф Пильц (1945)
- Эмблема Австрийского Красного Креста в ИнсбрукеКарл Зейтц (1946–1950)
- Бургхард Брайтнер (1950–1956)
- Ханс Лауда (1956–1974)
- Генрих Трейхль (1974–1999)
- Фреди Майер (1999–2013)
- Джеральд Шёпфер (с 2013 г.)

## Подведомственные национальные ассоциации
Организация состоит из девяти подчиненных национальных ассоциаций, каждая из которых является самостоятельной организацией, но построена по основным принципам Австрийского Красного Креста:
- Национальная ассоциация Бургенланд
- Национальная ассоциация Каринтии
- Национальная ассоциация Нижней Австрии
- Национальная ассоциация Верхней Австрии
- Национальная ассоциация Зальцбург
- Национальная ассоциация Штирия
- Национальная ассоциация Тироля
- Национальная ассоциация Форарльберга
- Венская национальная ассоциация

Они состоят из 142 районных отделений и 956 местных отделений.

## Внешний ссылки
- Официальный сайт
- Сотрудничество в области развития AuRC